# Azalea
Azalea kallas flera växtarter inom släktet Rhododendron i familjen ljungväxter. Tidigare behandlades Azalea som ett eget släkte, men arterna som ingick där utgör numera två av åtta undersläkten i rhododendronsläktet; Pentanthera (lövfällande) och Tsutsusi (städsegröna).

## Exempel på arter
- Doftazalea (Rhododendron arborescens)
- Dvärgazalea (Rhododendron kiusianum)
- Guldazalea (Rhododendron luteum), del av undersläktet Pentanthera. Vilt växande från Balkan till Kaukasus. Odlas även som trädgårdsplanta på grund av sina stora vackra blommor med stark doft.
- Indisk azalea (Rhododendron indicum), del av undersläktet Tsutsusi.
- Kejsarazalea (Rhododendron albrechtii)
- Orangeazalea (Rhododendron calendulaceum)
- Rosenazalea (Rhododendron prinophyllum)
- Sommarazalea (Rhododendron occidentale)

Det finns fler rhododendronarter som kallas azalea, och därutöver finns en mängd namnsorter.